# Выгов
Вы́гов (укр. Вигів) — село на Украине, основано в 1541 году, находится в Коростенском районе Житомирской области. Расположено на реке Могилянка.
Код КОАТУУ — 1822381001. Население по переписи 2024 года составляет 300 человек. Почтовый индекс — 11554. Телефонный код — 4142. Занимает площадь 1,226 км².

## История
Первое письменное упоминание о селе Выгов датируется 1541 годом. Основано Овручскими боярами Лучицами в местности Выговщина, предоставленной им польским королём Сигизмундом I.

## Адрес местного совета
11554, Житомирская область, Коростенский р-н, с.Выгов, ул.Первомайская, 16